# Kotschya thymodora
Kotschya thymodora là một loài thực vật có hoa trong họ Đậu. Loài này được (Baker f.) Wild miêu tả khoa học đầu tiên.